# Ingrid Caven
Ingrid Caven (/kɑːvɛn/; nascuda el 3 d'agost de 1938) és una actriu i cantant de cinema alemanya. És més coneguda pels seus papers en diverses pel·lícules dirigides pel seu marit, Rainer Werner Fassbinder, com ara Liebe ist kälter als der Tod (1969), Warum läuft Herr R. Amok? (1970), i Der amerikanische Soldat (1970). Va continuar apareixent a les pel·lícules de Fassbinder després del seu divorci el 1972 fins a la seva mort el 1982. També ha aparegut a Stille Nacht (1995), 35 Rhums (2009) i Suspiria (2018).

## Primers anys
Caven va néixer Ingrid Schmidt a Saarbrücken, Alemanya, el 3 d'agost de 1938. Va tenir una germana petita, Trudeliese Schmidt (1943–2004), que es va convertir en cantant d'òpera. El pare de Caven treballava com a comerciant de tabac. Abans d'establir-se com a actriu de cinema a la dècada de 1970, Caven va treballar com a professora a l'Alta Baviera.

## Carrera
Caven va començar originalment a actuar a l'escenari a la companyia d'actuació antiteater de Rainer Werner Fassbinder als anys 60. El seu debut cinematogràfic va ser el 1969 en el curtmetratge Fernes Jamaica; aquest va ser seguit ràpidament pel seu primer llargmetratge  Liebe ist kälter als der Tod , dirigit per Fassbinder, amb qui va estar casada uns anys (1970–72). També va tenir un paper secundari a la seva pel·lícula  Händler der vier Jahreszeiten  (1970), un drama sobre un granger que beu Fins i tot després del seu divorci, Caven va seguir sent un col·laborador freqüent de Fassbinder fins a la seva mort el 1982, també apareix. a les seves pel·lícules La Paloma (1974), Faustrecht der Freiheit (1975), i Mutter Küsters' Fahrt zum Himmel (1975).
La seva carrera va estar al seu punt àlgid als anys setanta i principis dels vuitanta, principalment al cinema. A la dècada de 1970, mentre feia pel·lícules a França, Caven va conèixer el dissenyador de moda Yves Saint Laurent, i es va convertir en una de les seves muses; va dissenyar un dels seus vestits escènics durant la seva carrera com a cantant.
El 1979 va ser membre del jurat del 29è Festival Internacional de Cinema de Berlín. El 1981 Caven va protagonitzar al costat de Carole Bouquet la pel·lícula  Tag der Idioten  com a metgessa, i l'any següent va guanyar un premi a l'èxit individual destacat: actriu als Deutscher Filmpreis per la seva interpretació d'Inga a la pel·lícula Looping.
Durant la dècada del 2000 ha interpretat papers secundaris a 35 Rhums (2009) de Claire Denis i el remake estatunidenc de Suspiria (2018) de Luca Guadagnino.

## Vida personal
Caven viu a París des de 1977. Hi resideix amb la seva parella, l'escriptor francès Jean-Jacques Schuhl, autor del llibre Ingrid Caven que va guanyar el Premi Goncourt el 2000.

## Filmografia (selecció)
- 1969: Liebe ist kälter als der Tod
- 1970: Warum läuft Herr R. Amok?
- 1970: Der amerikanische Soldat
- 1971: Rio das Mortes
- 1971: Händler der vier Jahreszeiten
- 1972: Ludwig – Requiem für einen jungfräulichen König
- 1972: Heute Nacht oder nie
- 1972: Der Tod der Maria Malibran
- 1972: Zahltag
- 1973: Die Zärtlichkeit der Wölfe
- 1973: Welt am Draht
- 1974: 1 Berlin-Harlem
- 1974: La Paloma
- 1974: Mes petites amoureuses'
- 1975: Faustrecht der Freiheit
- 1975: Mutter Küsters' Fahrt zum Himmel
- 1975: Angst vor der Angst
- 1975: Schatten der Engel
- 1976: Satansbraten
- 1976: Nea – Ein Mädchen entdeckt die Liebe (Néa)
- 1976: Goldflocken
- 1977: Violanta
- 1978: Despair – Eine Reise ins Licht
- 1978: In einem Jahr mit 13 Monden
- 1980: Nárcisz és Psyché
- 1980: Looping
- 1981: Malou
- 1981: Der Mond ist nur a nackerte Kugel
- 1981: Heute spielen wir den Boß – Wo geht’s denn hier zum Film?
- 1981: Tag der Idioten
- 1982: Dirty Daughters - Die Hure und der Hurensohn
- 1982: Vorstadt-Tango
- 1983: Die Krimistunde (sèrie de televisió, Episodi: "Die Dame und der Jüngling")
- 1983: Die wilden Fünfziger
- 1986: L'Araignée de satin
- 1987: Des Teufels Paradies
- 1987: Verbieten verboten
- 1992: Hors saison
- 1993: Ma saison préférée
- 1995: Stille Nacht – Ein Fest der Liebe
- 1999: Le Temps retrouvé
- 2006: Deepfrozen
- 2008: 35 Rhums
- 2008: Weitertanzen
- 2016: Belle Dormant
- 2018: Suspiria

## Discografia

### Àlbums
- Au Pigall's (1978 LP Barclay, live in Paris, reestrenat en CD Barclay el 2001)
- Der Abendstern (1979 LP RCA, reestrenat en CD Viellieb Rekords el 1999)
- Live In Hamburg (1980 LP RCA, concert a l'Audimax Hamburg, 9 de maig de 1980)
- Erinnerungen An Édith Piaf (1983 LP RCA, cançons d'Édith Piaf en alemany)
- Spass (1986 LP Schariwari)
- Chante Piaf 'En Public' (1989 LP Clever, gravat el 1988, en directe a Théâtre de l'Athénée, Paris, reestrenat en CD Fpr Music in 2001)
- Chambre 1050 (1996 CD Arcade/2000 CD Tricatel, 13 cançons de Helle Nacht en francès)
- Helle Nacht (1998 CD Viellieb Rekords, 16 cançons, versió en alemany de Chambre 1050)

### Bandes sonores
- Chansons und Themen aus Fassbinder Filmen (1994 CD Alhambra, inclou 3 cançons de Caven de la pel·lícula "Mutter Küsters Fahrt zum Himmel/Mother Kuesters Goes To Heaven", 1975)
- Hors saison (CD estrenat al Japó el 1993, inclou 6 cançons cantades per Ingrid Caven)

## Obra citada
- Fischer, Michael; Hörner, Fernand. Lied und populäre Kultur - Song and Popular Culture (en alemany). 57.  Germany: Waxmann Verlag, 2013. ISBN 978-3-830-97787-2.
- Chaos as Usual: Conversations about Rainer Werner Fassbinder.  Nova York: Applause Books, 1999. ISBN 978-1-557-83359-4.
- Reimer, Robert C.; Reimer, Carol. The A to Z of German Cinema.  Lanham, Maryland: Scarecrow Press, 2010. ISBN 978-1-461-73186-3.